# Haifa Wehbe
Haifa Wehbe (arabiska: هيفا وهبي eller هيفاء وهبي libanesiskt uttal: [ˈhaifa ˈwehbe], född 10 mars 1972 är en libanesisk sångerska och skådespelare. Hon har släppt fem studioalbum och gjorde sin skådespelardebut i den Pepsi-producerade filmen Sea of Stars från 2008. Wehbe är en av de mest kända sångerskorna i den arabiska världen och anses vara en av de mest framgångsrika libanesiska sångerskorna. År 2006 var hon med på People Magazines lista över de 50 vackraste människorna.

## Diskografi

### Studioalbum
- Houwa Al-Zaman (2002)
- Baddi Eesh (2005)
- Habibi Ana (2008)
- Baby Haifa (2010)
- Malikat Jamal Al Kawn (2012)

### Singlar
- "El Layli"
- "El Tabeea"
- "Wahashne"
- "Bint Al Waddi"
- "Ana Andi Baghbaghan"
- "Sanarra"
- "Sway"
- "Ana Adrra Aich"
- "Eda Eda"
- "Mama"
- "Enta Tanni"
- "80 Million Ahsass"
- "Salama"
- "Beirut"
- "Yama Layali" (Remix Version)
- "Yama Layali"
- "Ya Magnon"
- "Samanne" (singelversion)
- "Farhana" (Your Face Sounds Familiar 2014)

## Filmografi

### Filmer
- Dokkan Shehata – Juni 2011
- Halawet Rouh – 8 april 2014[2]